# إنبال غافرييلي
إنبال غافرييلي (بالعبرية: ענבל גבריאלי) هي سياسية إسرائيلية سابقة من مواليد 25 سبتمبر 1975. شغلت منصب عضو في كنيست ليكود من عام 2003 حتى عام 2006.

## السيرة الذاتية
وُلدت غافرييلي في تل أبيب لعائلة من أصول يهودية عراقية. وتعتبر من مواليد الجيل التاسع من مواطني إسرائيل، حيث عمل العديد من أفراد عائلتها في منظمة إرجون. تعتبر عائلتها عائلة إجرامية تشكل جزءًا من المافيا الإسرائيلية؛ حيث تم القبض على والدها وشقيقها لقيامهما بممارسة أعمال المقامرة غير القانونية، وقتل ابن عمها كجزء من نزاع مشتبه به بين عائلتها وعائلة الجريمة أبيرجيل. قضت إنبال خدمتها الإلزامية في الجيش الإسرائيلي كمنتجة في إذاعة الجيش الإسرائيلي، ثم درست القانون في مركز هرتسليا متعدد التخصصات، حيث حصلت على درجة البكالوريوس. كما درست للحصول على درجة البكالوريوس في إدارة الأعمال.
وفي انتخابات عام 2003 (الانتخابات التي فشلت عام 2003)، احتلت المرتبة 30 على قائمة الليكود، ودخلت في الكنيست عندما فاز الحزب بـ 38 مقعدًا. أثار انتخابها ومحاولتها اللاحقة لاستخدام حصانة الكنيست البرلمانية لإيقاف شرطة إسرائيل من الدخول لمنزل والدها أثناء التحقيق في المقامرة غير القانونية والتهرب الضريبي مخاوف سفير الولايات المتحدة لدى إسرائيل ( فيما يتعلق بتأثير الجريمة المنظمة في اللجنة المركزية لليكود، حيث يشتبه في أن والدها عزرا «شوني» غافرييلي، كان متورطًا في جرائم المافيا الإسرائيلية. طلبت حركة الجودة الحكومية أن يفتح المدعي العام تحقيقًا جنائيًا في القضية. وخلال فترة ولايتها الأولى في الكنيست، عملت كرئيسة للجنة وضع المرأة.
في عام 2004 ، قدمت إنبال بالاشتراك مع عدي باركان، مصور الأزياء الإسرائيلي ومالك دار باركان للأزياء في تل أبيب، قانونًا تشريعيًا إلى البرلمان الإسرائيلي والذي تطالب جميع وكالات النمذجة الإسرائيلية باستخدام مؤشر كتلة الجسم كأحد متطلبات للعمل، وهو الأول من نوعه في العالم. فقدت إنبال مقعدها في انتخابات مارس 2006.
تزوجت إنبال من حارس المرمى ليران شتراوب. وكان لديهم ابن واحد، مايكل. انفصل الزوجان في يوليو 2009. ثم دخلت في علاقة مع ران ريمو وأنجبا طفلان آخران، ابن وابنة.